# 大生神社

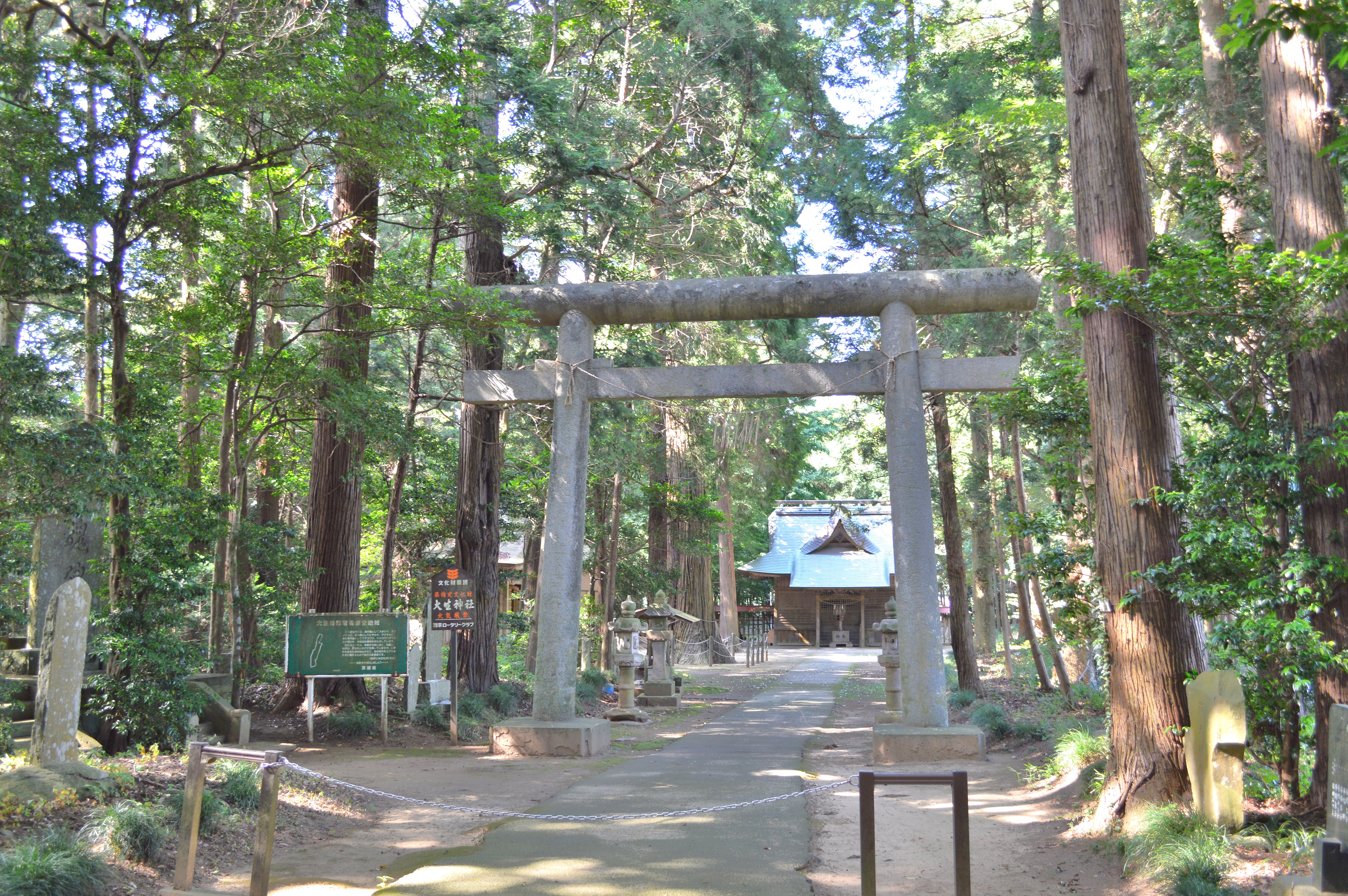
鳥居

大生神社（おおうじんじゃ、おうじんじゃ）は、茨城県潮来市にある神社。旧社格は郷社。

## 祭神
- 健御雷之男神 （たけみかづちのおがみ）[2]
表記は異なるが、鹿島神宮祭神に同じ。

## 歴史

### 創建
社伝では、飯富族（オフ：多氏）の大和から常陸への移住の際、氏神として祀られたといわれる。境内周辺には大生古墳群も残っており、オフ一族の奥津城（墓）とされている。
当社の創建年代には、大別して次の2説がある。
- 当社棟札の由緒書[3]
  - 太古から当地に鎮座。
  - 神護景雲元年（767年）、大和国春日遷幸（鹿島神勧請による春日大社創建[4]）。
  - 大同元年（806年）2月11日、当地に遷還。
  - 大同2年（807年）、鹿島に遷幸し跡地（大生）に分霊を奉斎。
- 東家（鹿島神宮社家）文書[3]
  - 大同元年（806年）11月14日、多神社から遷座し創建。

以上2説から、春日社の創建に関して鹿島神宮が性格を変え、その変化に当社が関与したものと見られている。そのため、当社には「鹿島の本宮」・「元鹿島の宮」という呼称もある。

### 概史
国史・神名帳等の文献には当社に関する記載はない。
鹿島神宮が発展するに伴い、当社鎮座地は神宮に包摂されて末社となり、当社の例祭には神宮から物忌が出輿したという。中世には当地の豪族・大生氏からの崇敬を受けた。大生氏はのちに没落したが、江戸幕府からは祭田・山林の安堵を受けた。
明治に入り、近代社格制度において郷社に列した。

## 境内

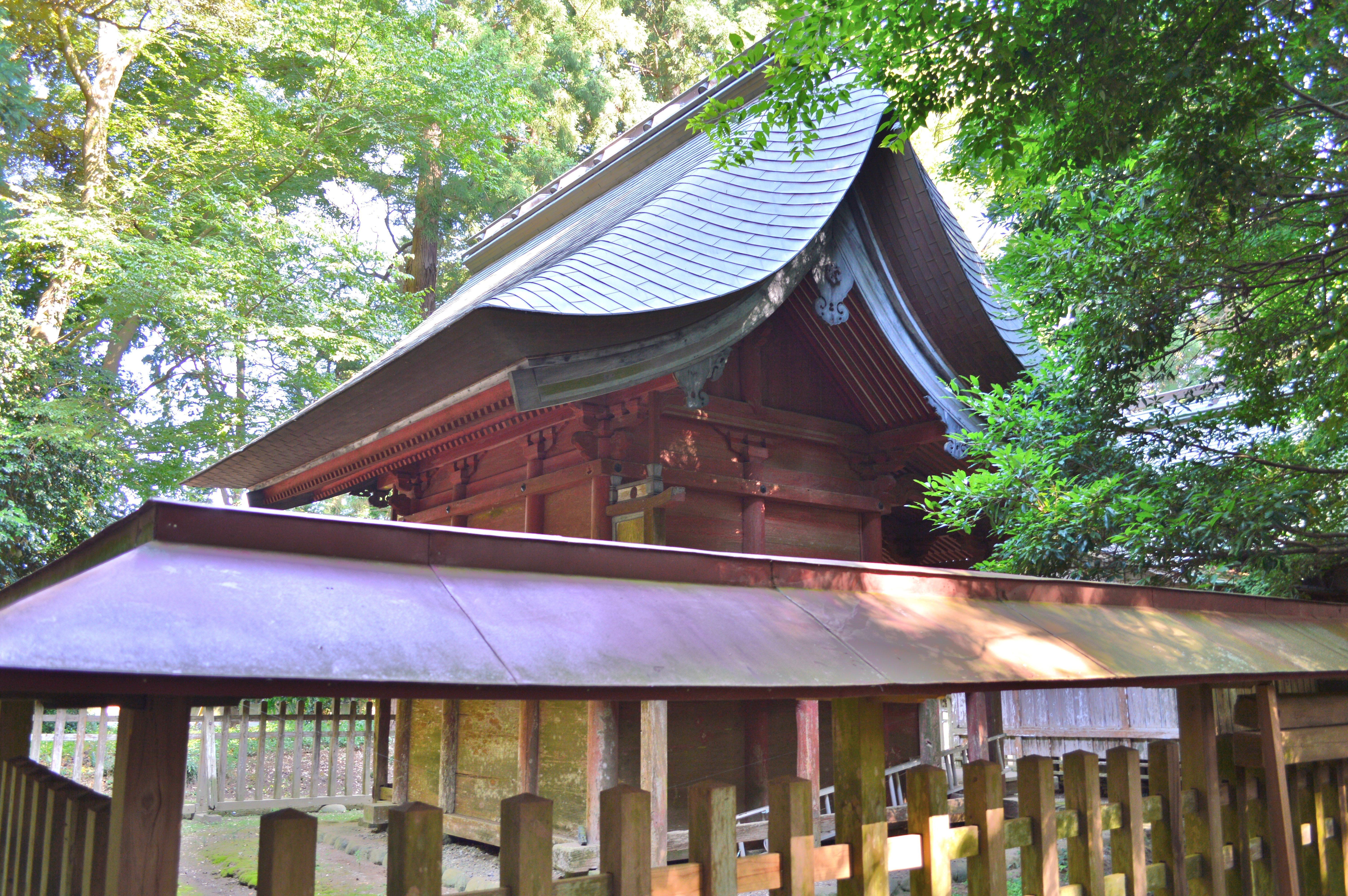
本殿（県指定文化財）

境内には多くの巨木が生育し、昼でも薄暗いほどの樹叢を形成している。樹叢は300余種の植物からなっているが、暖地性樹林の特徴を示す植物が多く生育し、樹齢が数百年を経るものも多数ある。極相林の状態にあって生態学的にも貴重であるとして、樹叢は県の天然記念物に指定されている。
本殿は、安土桃山時代の天正18年（1590年）の造営。三間社流造で、間口6メートル・奥行7メートル。地方社殿としては大きく、また当地方では最古の社殿建造物であり茨城県の文化財に指定されている。
そのほか、拝殿と斎殿が潮来市の文化財に指定されている。

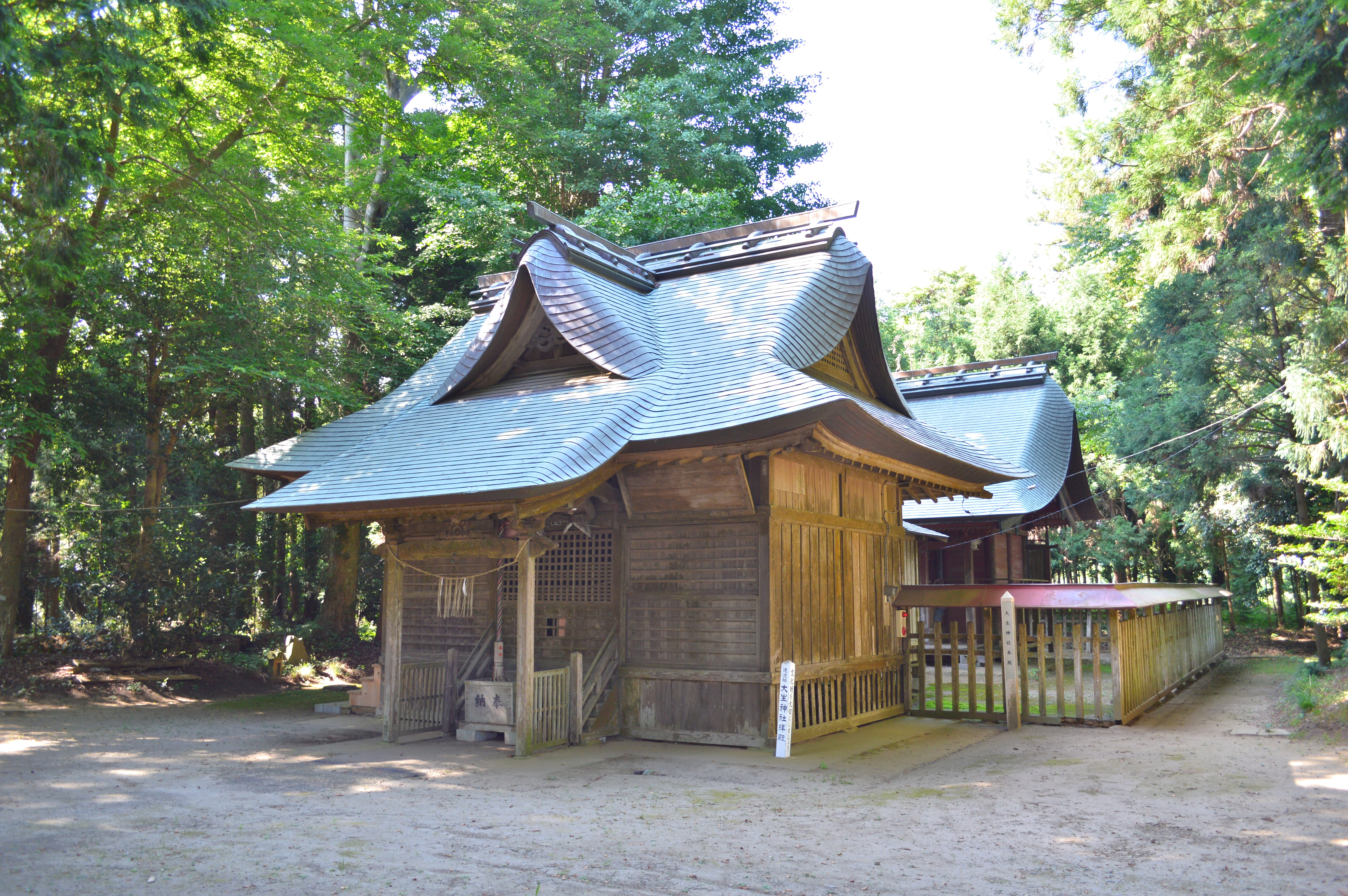
拝殿（市指定文化財）
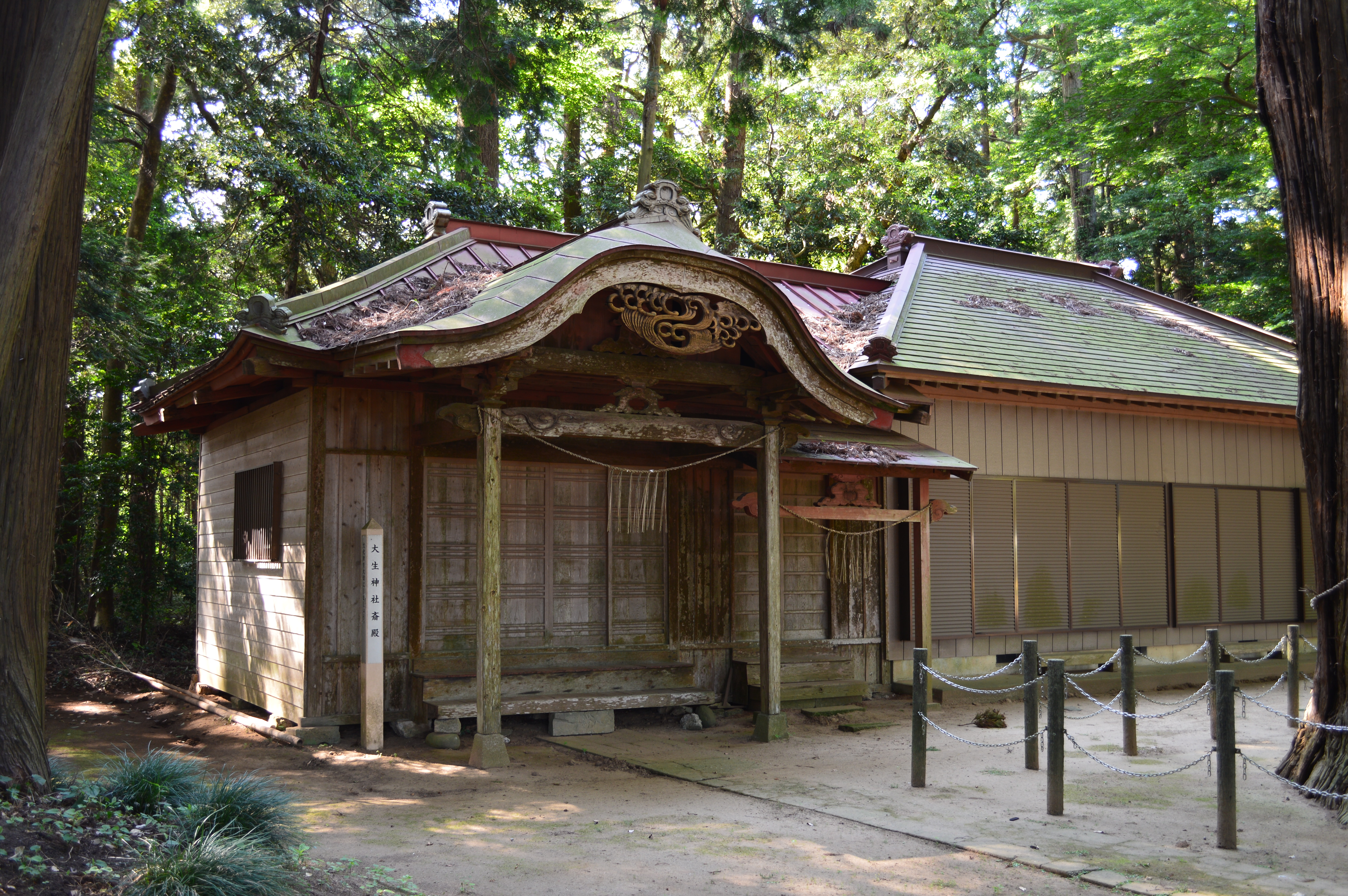
斎殿（市指定文化財）

## 祭事
- 例大祭 （11月15日）
東家（鹿島神宮社家）の文書によると、大同元年11月14日に勅によって大生の神を奉斎したので、11月14日から16日を例祭としているという[7]。現在もこの期間内の15日に行なわれている。また、古くは鹿島神宮から物忌（ものいみ：神宮の斎宮）がこの祭に出輿したとされているが、物忌が境内から出て祭祀する神社は当社のみであった[7]。
祭では、祭儀が古式に則って行なわれたのち、特殊神事の巫女舞神事が奉納される[8]。巫女は氏子中の7歳から13歳の少女から選ばれる[8]。神事は5座または7座舞って終わる簡単なものであるが、古い様式を残すものとして県の無形民俗文化財に指定されている[8]。

## 関係地

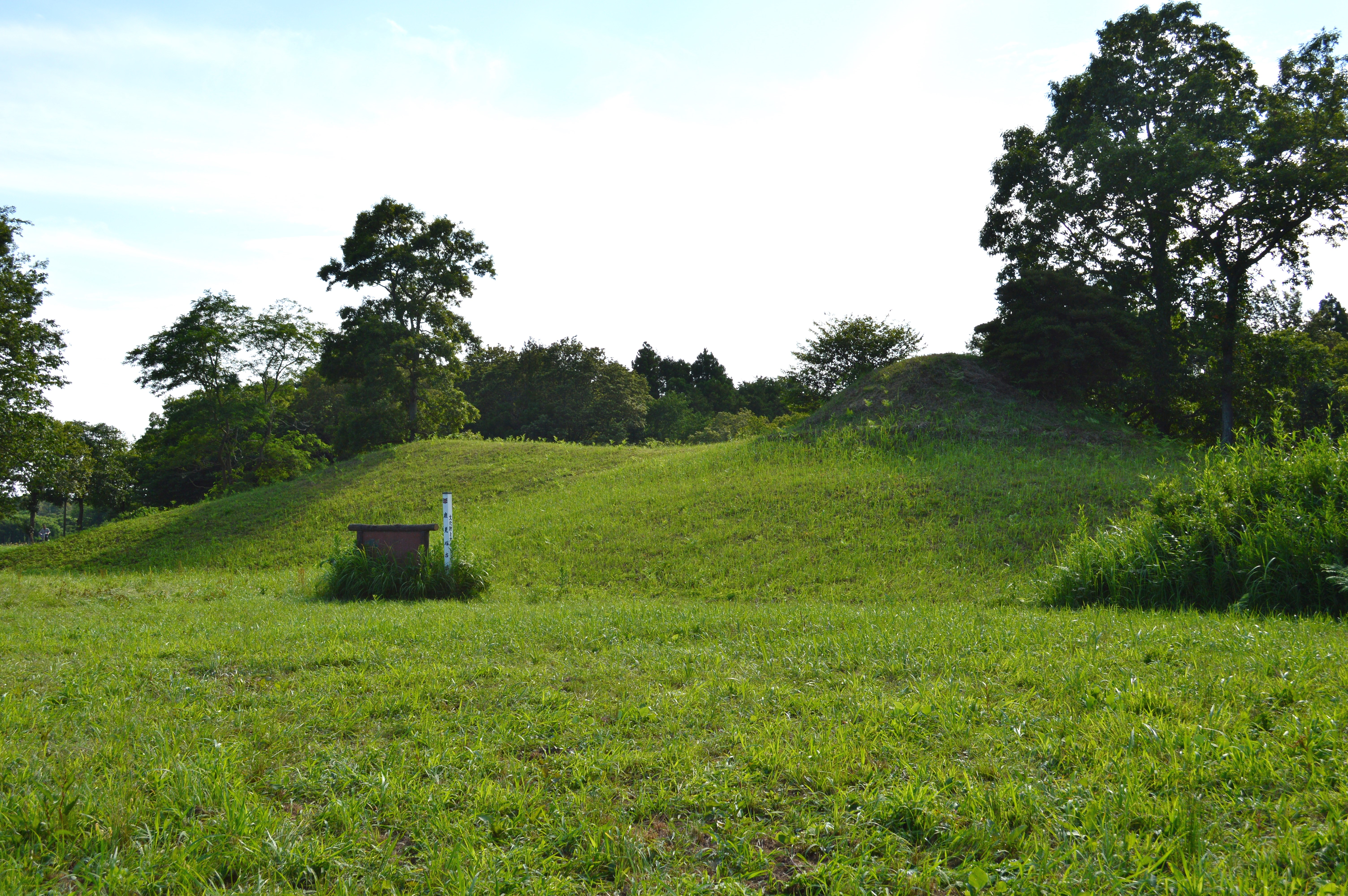
鹿見塚古墳（大生古墳群）

当社周辺には、大生古墳群（おおうこふんぐん）と呼ばれる古墳群が広がる。前方後円墳・方墳・円墳など大小110余基からなる、県下最大規模を誇るものである。築造時期は古墳時代中期（5世紀）と見られる。
これらの古墳の被葬者は、当社の奉斎氏族のオフ氏（多氏・飯富氏）一族と見られている。また、各前方後円墳がいずれも大生神社または鹿島神宮を向いているという指摘もある。

## 文化財

### 茨城県指定文化財
- 有形文化財
  - 本殿（建造物） - 昭和32年6月26日指定[11]。
- 無形民俗文化財
  - 大生神社巫女舞神事 - 昭和38年8月23日指定。
- 天然記念物
  - 大生神社樹叢 - 昭和39年7月31日指定。

### 潮来市指定文化財
- 有形文化財
  - 拝殿（建造物） - 昭和44年12月3日指定。
  - 斎殿（建造物） - 平成6年4月27日指定。
- 無形民俗文化財
  - 大生神社庭上祭 - 平成8年11月25日指定。
- 史跡
  - 大生の思井戸 - 昭和51年12月10日指定。

## 考証

### 古文書の記録
当社に関する古文書の記載は、次の通り。
- 『羽入氏書留由書』[5]
  - 「大生宮」は大同元年に、「今の鹿島」は大同2年12月27日に遷座。
- 東家（鹿島神宮社家）に伝わる『ものいみ書留』[5][3]
  - 大同2年12月27日、「大生宮」より「いまのかしまの本社」へ遷座（大生→鹿島）。
- 東家累代系譜の『鹿嶋大明神御斎宮神系代々』[12]
  - 平城天皇の御代の大同元年11月14日、東征の官軍が常陸国行方郡に陣を敷いた際、営中で斎宮（物忌）と当禰宜常元（東常元）らが大生大明神を創祀。
  - 大生宮は南都大生邑大明神（多神社）からの遷座であり、古くは「大生宮」と号した。
  - 大同2年、東夷帰順により、勅によって大生宮から鹿島大谷郷に遷座（大生→鹿島）。
- 明治7年（1874年）11月の棟札裏面の由緒書[3][13]
  - 太古から当地に鎮座（大生）。
  - 神護景雲2年、大和の春日に遷幸（大生→春日）。
  - 大同元年、藤原氏東征とともに大生に遷還（春日→大生）。
  - 大同2年、遷幸しその跡地を「別宮」として御魂を勧請（大生→鹿島、大生再創祀）。

### 多氏との関係
当社の奉斎氏族は多氏と推定されている。多氏と当地の関係には、次の事項が指摘される。
- 「大生（おおう）」の社名・地名[2]。勧請元という「南都大生邑大明神」は、多氏の総氏神・多神社（奈良県磯城郡田原本町）とされる[12]。
- 古くに当地を支配した仲国造（多氏祖の神八井耳命系国造）[14]。
- 『常陸国風土記』行方郡板来（現 潮来）条における仲国造初祖・建借間命の説話の記載[15]。

### 鹿島神宮との関わり
前述のように当社と鹿島神宮とは関連性が指摘されており、春日大社の創建に関して神宮が性格を変え、その変化に当社が関与したものと見られている。また、『日本三代実録』貞観8年（866年）正月20日条には陸奥国内に鹿島神の苗裔神の記載があるが、そのうち磐城郡（国造は多氏）の分社数が飛び抜けていることも併せて指摘される。
祭祀の上でも、当社例祭には神宮から物忌の出輿があった。物忌は数ある神宮の祭の内でも年6回しか出御しなかったが、うち1回を当社出輿が占めたこと、また境内を出るのはその1回のみであったことからも、当社に対する特別待遇が指摘される。

## 現地情報
所在地
- 茨城県潮来市大生814

交通アクセス
- 最寄駅：東日本旅客鉄道（JR東日本）鹿島線 延方駅 （約6km）
  - 車（タクシー）で約15分

周辺
- 大生古墳群